# Rosa (fiume)
Il Rosa è un fiume della provincia di Cosenza (Calabria), subaffluente del Crati. Nasce dalle sorgenti di Capi di Rosa tra i comuni di San Sosti e Buonvicino a brevissima distanza dal Tirreno, percorre in direzione est la gola del Pettoruto (o gola del Rosa) e si getta nell'Esaro.